# Henry Wade
Henry Menasco Wade (11 de novembro de 1914 – 1 de março de 2001) foi um advogado americano que atuou como procurador do Condado de Dallas, Texas de 1951 a 1987. Ele esteve envolvido em dois casos judiciais notáveis dos Estados Unidos no século XX: o processamento de Jack Ruby pelo assassinato de Lee Harvey Oswald e o caso da Suprema Corte dos Estados Unidos que reconheceu o aborto como um direito constitucional, Roe v. Wade. Além disso, Wade era procurador quando Randall Dale Adams [en], tema do documentário de 1988 A Tênue Linha Azul [en], foi injustamente condenado pelo assassinato de Robert Wood, um policial de Dallas. Após seu mandato e morte, Wade foi criticado por práticas corruptas, incluindo condenações injustas, atitudes e comentários racistas, além de decisões como a execução de homens inocentes.

## Início da vida
Wade, um dos 11 filhos, nasceu no Condado de Rockwall, Texas, próximo a Dallas. Ele e cinco de seus sete irmãos seguiram a carreira jurídica. Logo após se formar na Universidade do Texas em Austin, em 1939, Wade ingressou no FBI, liderado por J. Edgar Hoover. Como agente especial, investigou casos de espionagem na Costa Leste dos Estados Unidos e na América do Sul. Durante a Segunda Guerra Mundial, Wade serviu na Marinha dos Estados Unidos, participando das invasões das Filipinas e da Okinawa.

## Carreira
Wade foi inicialmente eleito procurador do Condado de Rockwall, Texas. Em 1947, juntou-se ao escritório do Procurador do Condado de Dallas [en]. Quatro anos depois, venceu a eleição para o cargo principal, que ocupou por 36 anos, até sua aposentadoria em 1987.

### Assassinato de John F. Kennedy

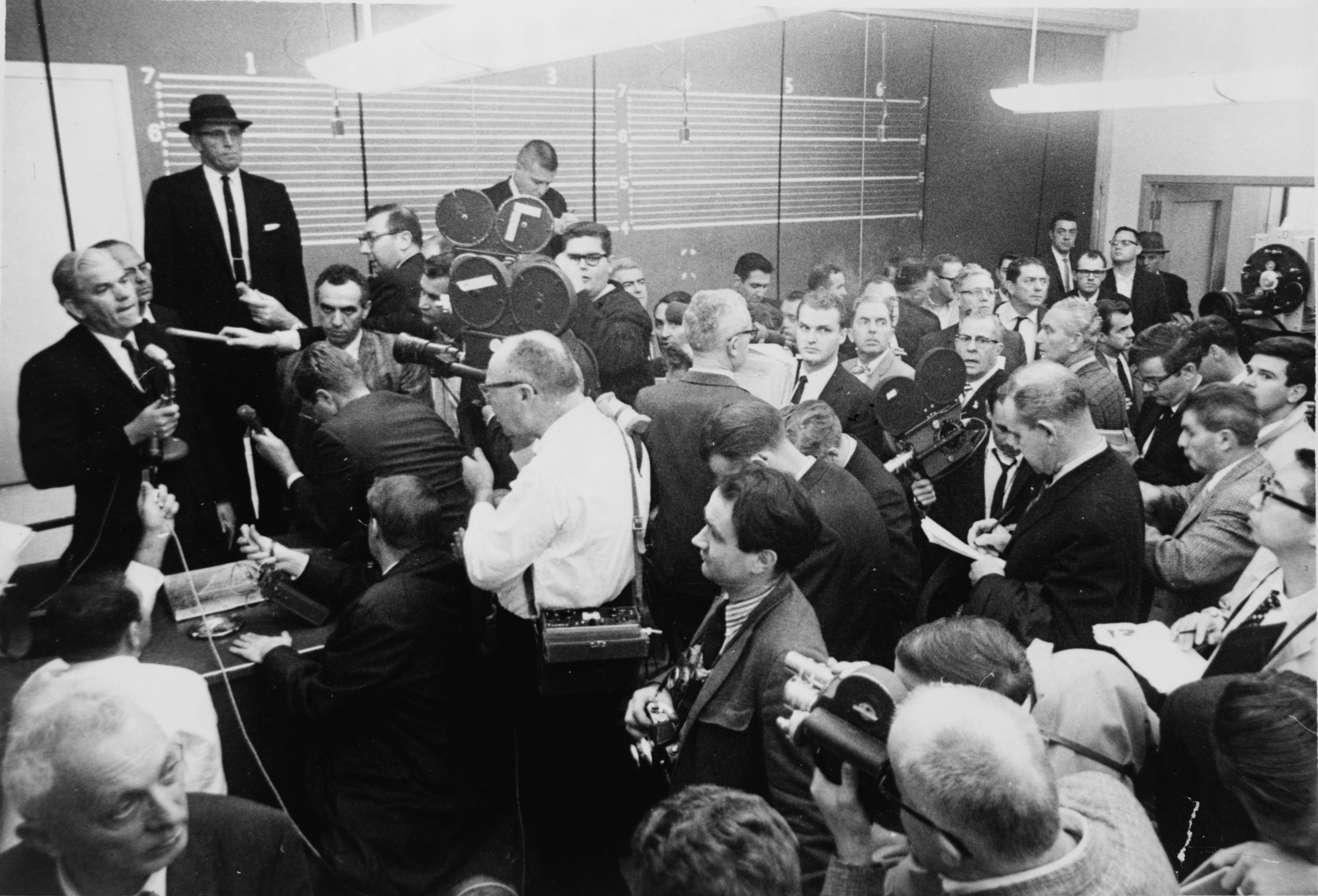
Wade conduzindo uma coletiva de imprensa, 25 de novembro de 1963

Em 22 de novembro de 1963, o presidente John F. Kennedy foi assassinado no centro de Dallas, a poucos quarteirões do escritório de Wade no Tribunal do Condado de Dallas.
Wade perdeu a chance de julgar Lee Harvey Oswald pelo assassinato de Kennedy e pelo homicídio do policial J.D. Tippit, pois o dono de uma boate em Dallas, Jack Ruby, assassinou Oswald dois dias depois. Wade ficou conhecido nacionalmente por processar Ruby pelo assassinato de Oswald. Ele supervisionou de perto o julgamento de Ruby, mas designou seu assistente, William Alexander, para conduzir os procedimentos em tribunal.
Wade e Alexander enfrentaram os advogados de Ruby, o renomado advogado Melvin Belli e o conselheiro do Texas Joe Tonahill, em um longo julgamento concluído em 14 de março de 1964, com um veredicto de "culpado de assassinato com malícia". O júri deliberou por menos de três horas antes de chegar à decisão e recomendou a pena de morte.

### Roe v. Wade
Como procurador do Condado de Dallas, Wade foi o réu nomeado quando as advogadas Sarah Weddington e Linda Coffee [en] contestaram, em 1970, os estatutos criminais do Texas que proibiam médicos de realizar abortos. Norma McCorvey ("Jane Roe"), uma mulher solteira, foi escolhida como a representante da ação. A contestação buscava uma decisão declaratória de que os estatutos criminais de aborto do Texas eram inconstitucionais e uma liminar para impedir o réu de aplicá-los. O tribunal inferior negou a liminar solicitada por Roe, mas declarou os estatutos criminais de aborto nulos.
Ambas as partes apelaram. O caso avançou pelo processo de apelação, culminando na decisão histórica da Suprema Corte dos Estados Unidos em 1973, Roe v. Wade, que legalizou todos os abortos no primeiro trimestre em todo o país.

## Vida posterior
Apesar da derrota em Roe v. Wade e sua impopularidade entre eleitores conservadores, Wade não foi responsabilizado, e sua carreira política não foi prejudicada. Ele continuou no cargo por mais 14 anos e permaneceu uma figura proeminente no novo Edifício Crowley Courts, onde membros da Ordem dos Advogados de Dallas [en] o chamavam de "o Chefe". Em 1995, o Centro de Justiça Juvenil Henry Wade foi nomeado em sua homenagem, e em 2000, pouco antes de sua morte por doença de Parkinson, a revista Texas Lawyer o nomeou um dos 102 advogados mais influentes do século XX.

## Legado
Wade voltou a ganhar atenção nacional em 1988 com o lançamento do documentário de Errol Morris, A Tênue Linha Azul. O filme relata a condenação de Randall Dale Adams em 1977 pelo assassinato de Robert Wood, um policial de Dallas. Adams foi sentenciado à morte pelo crime. A execução estava marcada para 8 de maio de 1979, mas o juiz da Suprema Corte dos EUA, Lewis F. Powell, Jr. [en], ordenou uma suspensão três dias antes da data. Em vez de realizar um novo julgamento, o governador Bill Clements comutou a sentença de Adams para prisão perpétua. Adams foi exonerado em 1988, após cumprir 12 anos na prisão.

Em uma edição de janeiro de 1964 do Dallas Times Herald, a esposa de Wade foi citada:
"Eu teria medo de tomar um copo de vinho leve e depois dirigir até a farmácia... Se a polícia me parasse, sei o que Henry faria.".
Vários artigos posteriores notaram que um memorando interno de 1963 no escritório de Wade aconselhava contra a inclusão de "judeus, negros, italianos, mexicanos ou membros de qualquer raça minoritária" em um júri. Em 1969, Jon Sparling, um dos principais assistentes de Wade, escreveu um manual de treinamento alertando contra a escolha de, entre outros, "pensadores livres" e "pessoas extremamente obesas", e disse:
"Você não está procurando um jurado justo, mas sim um indivíduo forte, tendencioso e às vezes hipócrita que acredita que os réus são diferentes deles."
Até julho de 2008, 15 pessoas condenadas durante o mandato de Wade como procurador do Condado de Dallas foram exoneradas dos crimes pelos quais foram condenadas, com base em novas evidências de DNA. Devido à cultura do departamento de "condenar a qualquer custo", suspeita-se que mais pessoas inocentes tenham sido injustamente presas. O projeto Inocência do Texas [en] tem mais de 250 casos sob análise.

Craig Watkins, o primeiro procurador negro do Condado de Dallas, descreveu o mandato de Wade como tendo "uma mentalidade de caubói, e a realidade é que esse tipo de abordagem é arcaica, racista, elitista e arrogante." No último ano de Wade no cargo, a Suprema Corte dos EUA anulou a sentença de morte de um homem negro, Thomas Miller-El, determinando que negros foram excluídos do júri. Citado na apelação de Miller-El, estava um manual para procuradores que Wade escreveu em 1969 e foi usado por mais de uma década. Ele dava instruções sobre como excluir minorias dos júris. Antes da morte de Wade, evidências de DNA foram usadas pela primeira vez para reverter uma condenação no Condado de Dallas; David Shawn Pope, condenado por estupro em 1986, que passou 15 anos na prisão. Watkins disse em uma entrevista de 2010 ao The Guardian que oficiais de sua própria jurisdição:
"ficaram chocados porque estávamos questionando o trabalho que eles haviam feito por todos esses anos. O mesmo ocorreu entre algumas pessoas neste escritório. Eles temiam as consequências de abrir essa caixa de Pandora."
Lenell Geter, um engenheiro negro, foi condenado por roubo à mão armada e sentenciado à prisão perpétua. Após Geter passar mais de um ano preso, Wade concordou com um novo julgamento, depois retirou as acusações em 1983 em meio a relatos de evidências frágeis e alegações de que Geter foi visado por causa de sua raça. Segundo um artigo de 2016, Wade foi responsável pela condenação e execução de um homem negro chamado Tommy Lee Walker. O ex-procurador assistente de Dallas Edward Gray escreveu o livro de 2010 A Justiça Dura de Henry Wade, que discutiu os erros judiciais durante o mandato de Wade, observando que a taxa de condenação de réus inocentes no escritório de Wade era dez vezes maior que a média nacional. Gray afirmou que: 
"Henry Wade não tentaria intencionalmente condenar alguém que ele soubesse ser inocente... mas mesmo em casos com evidências fracas, ele iria com tudo, arriscaria tudo, sendo extremamente competitivo."

## Links externos
- Wolfgang Saxon (2 de Março de 2001). "Henry Wade, Prosecutor in National Spotlight, Dies at 86". The New York Times. Consultado em 11 de Maio de 2008.

- Henry Wade no Find a Grave